# 458
Năm 458 là một năm trong lịch Julius.